# Phalaenopsis amabilis
Phalaenopsis amabilis – gatunek rośliny z rodziny storczykowatych (Orchidaceae). Występuje w Wietnamie, na całym Archipelagu Malajskim sięgając na wschodzie po Archipelag Bismarcka, poza tym także w Queensland. Występuje na wysokościach do 500 m n.p.m. Jest to gatunek typowy rodzaju falenopsis Phalaenopsis. 

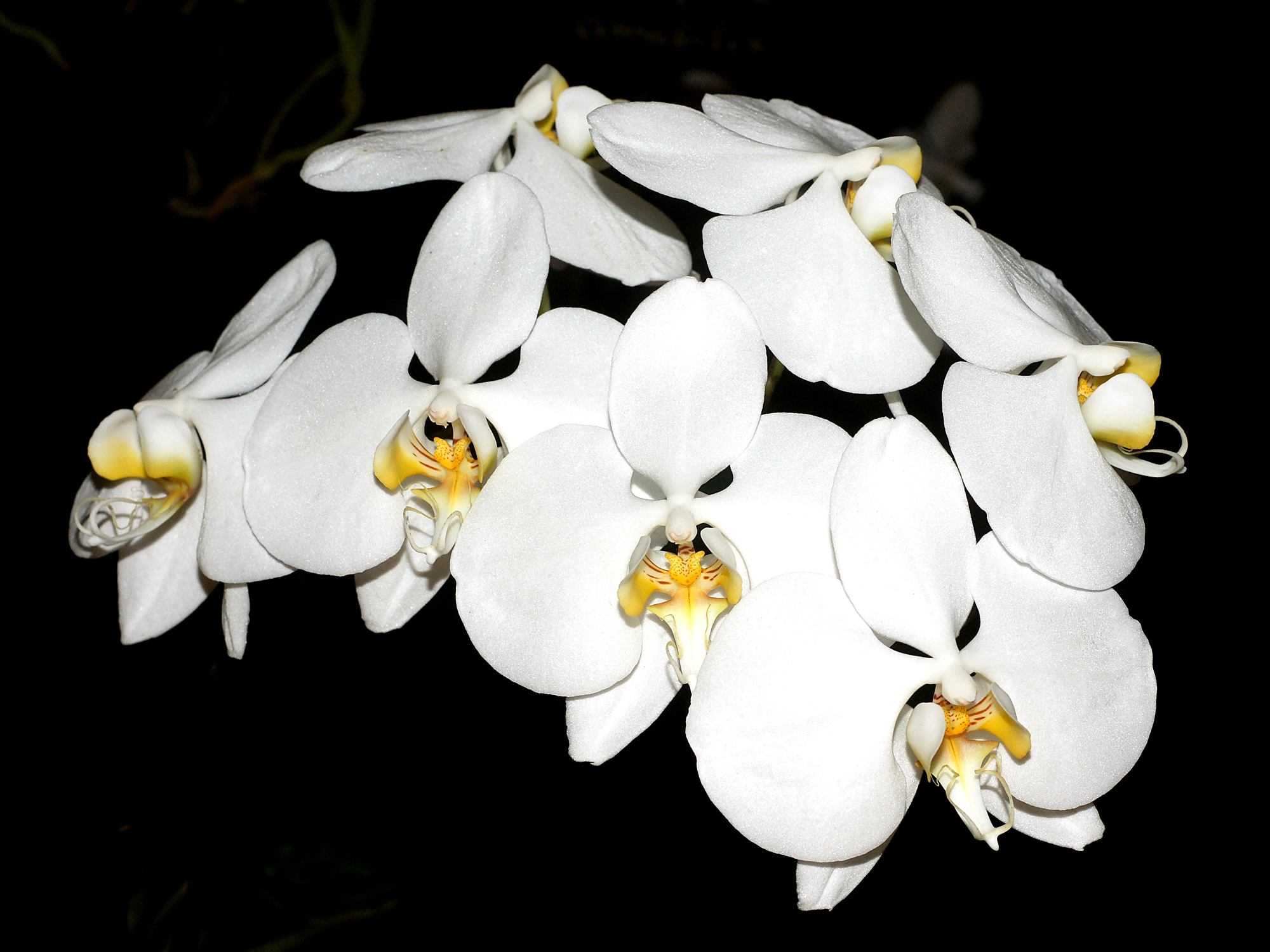
Kwiatostan Phalaenopsis amabilis

## Morfologia
Dorosłe rośliny mają 4 liście. Kwiatostan liczący zazwyczaj kilkanaście kwiatów rozwija się na pędzie osiągającym do 80 cm wysokości. Kwiaty duże, o średnicy do 12 cm, białe. Listki wewnętrznego okółka okwiatu są szersze od zewnętrznych. Warżka jest trójklapowa. Łatka środkowa ma odcień karminowy, a boczne są żółte.

## Systematyka
Gatunek klasyfikowany do podrodzaju Phalaenopsis i sekcji Phalaenopsis. 
Wyróżnia się 3 podgatunki:
- P. amabilis subsp. amabilis
- P. amabilis subsp. moluccana (Schltr.) Christenson
- P. amabilis subsp. rosenstromii (F.M.Bailey) Christenson